# Hilario Ascasubi
Hilario Ascásubi (n. 14 ianuarie 1807 - d. 17 noiembrie 1875) a fost poet argentinian.

## Opera
- 1846: Paulino Lucero ("Paulino Lucero");
- 1851: Santos Vega sau germenii din flare ("Santos Vega o los mellizos de la flor");
- 1853: Aniceto cocoșul ("Aniceto et Gallo").